# Vi vill ha värme
"Vi vill ha värme" är en rocklåt skriven av rockgruppen N'Gang från Onsala/Kungsbacka, och utigven på singel samma år.
Robert Ardin och Michael Erlandsson står som upphovsrättsmän, men låten arbetades fram av gruppens medlemmar och framfördes i Melodifestivalen 1990. Singeln som följde producerades av Tommy Kaså, då anställd av musikförlaget GAP (Glennmark artist productions).
Melodin låg även på Svensktoppen i tre veckor under perioden 25 mars-8 april 1990, med sjundeplats som högsta placering där.

### Fotnoter
1. ↑  ”Vi vill ha värme”. Svensk mediedatabas. 28 februari 1990. https://smdb.kb.se/catalog/id/001474344. Läst 20 april 2017.
2. ↑  ”Svensktoppen”. Sveriges radio. 28 februari 1990. http://sverigesradio.se/Diverse/AppData/Isidor/files/2023/3486.txt. Läst 20 april 2017.